# So This Is Harris !

So This Is Harris ! est un court métrage américain réalisé par Mark Sandrich et sorti en 1933.
Il a remporté l'Oscar du meilleur court métrage en prises de vues réelles en 1934.

## Fiche technique
- Réalisation : Mark Sandrich
- Producteur : Louis Brock
- Montage : John Lockert
- Distribution : RKO Radio Pictures
- Durée : 28 minutes
- Date de sortie : 13 août 1933

## Distribution
- Phil Harris : lui-même
- Walter Catlett : Walter Catlett
- Helen Collins : Dorothy
- June Brewster : Lillian
- James Finlayson : Golf Pro